# Campeonato Brasileño de Futsal
El Campeonato Brasileño de Futsal (en portugués: Campeonato Brasileiro de Futsal) es una competición masculina de futsal entre clubes de Brasil. Es organizado por la Confederación Brasileña de Futsal (CBFS), luego de que esta rompiera relaciones con la Liga Nacional de Futsal. Fundada en 2023, el campeón clasificará a la Supercopa de Brasil a partir de la edición 2025 de la misma, cuyo campeón clasifica por Brasil a la Copa Libertadores de Futsal.

## Equipos
Los 20 clubes participantes de la primera edición del campeonato fueron confirmados en diciembre de 2023.
| Equipo             | Ciudad         | Estado               |
| ------------------ | -------------- | -------------------- |
| ADS Sapezal        | Sapezal        | Mato Grosso          |
| América-MG         | Belo Horizonte | Minas Gerais         |
| América-RN         | Natal          | Río Grande del Norte |
| Apodi Futsal       | Apodi          | Río Grande del Norte |
| Ceará              | Fortaleza      | Ceará                |
| CRB                | Maceió         | Alagoas              |
| Concórdia Futsal   | Concórdia      | Santa Catarina       |
| Cruzeiro           | Belo Horizonte | Minas Gerais         |
| Estrela do Norte   | Manaus         | Amazonas             |
| Sampaio Corrêa     | São Luís       | Maranhão             |
| ACEL Chopinzinho   | Chopinzinho    | Paraná               |
| ASF Sorriso        | Sorriso        | Mato Grosso          |
| Vasco da Gama      | Rio de Janeiro | Río de Janeiro       |
| Sergipe            | Aracaju        | Sergipe              |
| Náutico            | Recife         | Pernambuco           |
| Costa Rica         | Costa Rica     | Mato Grosso del Sur  |
| Fortaleza          | Fortaleza      | Ceará                |
| Passo Fundo Futsal | Passo Fundo    | Río Grande del Sur   |
| Sport              | Recife         | Pernambuco           |
| Yeesco Futsal      | Carazinho      | Río Grande del Sur   |